# 瓊塔山 (普伊卡區)
14°47′01″S 72°34′18″W / 14.78361°S 72.57167°W
瓊塔山（Chunta），是秘魯的山峰，位於該國南部阿雷基帕大區，由拉烏尼翁省的普伊卡區負責管轄，屬於安地斯山脈的一部分，海拔高度5,100米。